# Louis Pion (horlogerie)
Louis Pion est une entreprise française, spécialisée dans l’horlogerie . Elle est actuellement implantée en France, Espagne et Allemagne. Elle emploie 800 employés au sein de son réseau et son siège social.

## Histoire
Les premières boutiques Louis Pion ouvrent dans les années 1980 sur les Grands Boulevards, et les Champs-Élysées. Louis Pion lance également une collection de montres mode sous sa marque propre Louis Pion Paris.
En 1990, les boutiques Louis Pion se développent et s’imposent également au sein des aéroports parisiens avec ses boutiques nommées Royal Quartz.
Le groupe Galeries Lafayette procède au rachat du groupe Louis Pion en 2007  et complète ainsi son réseau, déjà constitué des enseignes Europa Quartz et Goldy qui couvrent l’ensemble du territoire national.
En 2009, le groupe Galeries Lafayette unifie l'ensemble de ses magasins sous l'enseigne Louis Pion.

Fin 2013, Louis Pion lance sa boutique en ligne.

## Points de vente
Louis Pion possède 139 points de vente à travers toute la France, ainsi qu’un corner au sein des Galeries Lafayette de Berlin et une boutique à Barcelone.